# Sandra Hoyn
Sandra Hoyn (* 1976 in Wolfenbüttel) ist eine deutsche Fotografin und Fotojournalistin.
Hoyn studierte Fotografie an der Hochschule für Angewandte Wissenschaften in Hamburg mit Abschluss 2005. Sie lebt als freiberufliche Fotojournalistin in Hamburg und arbeitet in verschiedenen Ländern in Asien, Afrika und Europa. Ihr fotografischer Schwerpunkt liegt bei sozialen, ökologischen und Menschenrechtsthemen. Ihre Arbeiten wurden unter anderem in „Die Zeit“, „Der Spiegel“, „stern“, „Geo“, „The New York Times Lens Blog“, „The Washington Post“, „Cosmopolitan“ und „Chrismon“ veröffentlicht.

## Auszeichnungen (Auswahl)
- 2013: Henri-Nannen-Preis, Beste Foto-Reportage[3]
- 2015: Pressefoto des Jahres, dritter Preis[1]
- 2017: Sony World Photography Awards[4]
- 2019: Pictures of the Year International, dritter Preis[5]